# Casal na Gaiola: Dois Ameríndios Não Descobertos Visitam o Oeste
O Casal na Gaiola: Dois Ameríndios Visitam o Oeste foi uma performance artística que aconteceu em 1992-93 dos artistas Coco Fusco e Guillermo Gómez-Peña para sua exposição O Ano do Urso Branco e Dois Ameríndios Não Descobertos Visitam o Oeste, que percorreu cinco países e foi apresentada em nove locais diferentes. Foi apresentada pela primeira vez em homenagem ao quincentenário da chegada de Cristóvão Colombo às Américas, a obra buscou tornar visível a história de abuso, violência, cativeiro e exploração dos povos indígenas. Inspiraram-se fortemente no conceito de alteridade, nos zoológicos humanos e nas histórias de vida de figuras históricas como Ota Benga e Sarah Baartman — começando com o rapto da população indígena Aruaque por Colombo e seus homens para ser exibido na corte espanhola.

## Encenação e performance
Apresentando-se como ameríndios até então "não descobertos" da ilha não colonizada fictícia de Guatinau, Fusco e Gómez-Peña apresentaram um trecho fabricado da Encyclopædia Britannica sobre "Ameríndios" e um mapa da ilha de Guatinau, localizada no Golfo do México, como parte da encenação de sua performance. Esta informação foi reiterada por placas ou pedestais que aludiam à história dos povos colocados em exposição ao longo dos últimos 500 anos. Outros textos também narraram seu papel como representantes voluntários de Guatinau, detalhando as atividades da vida diária dos ameríndios e validando o habitat da gaiola e seu conteúdo enquanto seu habitat natural.
Com a ajuda de estudantes da Universidade da Califórnia-Irvine, os artistas ergueram uma gaiola e a preencheram com um grande rádio, velas, uma câmera Polaroid com filme, coletores de urina, artefatos rituais, tinta spray, pintura corporal, uma televisão e uma rede. Estudantes e funcionários da instituição serviram como guardas e assistentes do casal enjaulado: alimentando-os, educando o público sobre suas origens e auxiliando os membros da audiência a tirar fotos Polaroids comemorativas com os artistas enjaulados. Aqueles que atuavam como docentes ou guardas também eram responsáveis pelo descarte diário dos resíduos da gaiola, pela alimentação dos artistas e pela escolta deles até o banheiro com coleira.
Gómez-Peña e Fusco estavam vestidos com trajes primitivos: óculos de sol de grife, uma máscara de luchador de chita, botas de couro, pintura facial, perucas longas, saia de grama, colares, um biquini de leopardo e tênis Converse.
Os artistas enjaulados realizavam tarefas "tradicionais" de Guatinau: assistir televisão, costurar bonecos de vodu, usar um laptop, andar de um lado para o outro, comer ou ser alimentado com frutas e beber água engarrafada e Coca-Cola.
Em nítido contraste com os trabalhos das suas próprias práticas e de outras colaborações, os artistas permaneceram em silêncio durante as performances, com exceção de Gómez-Peña, que recitava histórias tradicionais numa linguagem fictícia e sem sentido em troca de doações. Na última apresentação, essas “histórias tradicionais” narraram a turnê de Guatinaui pelo Oeste, com a efusão absurda salpicada de palavras reconhecíveis como “Chicago”, “México”, “Minnesota” e “América”.

## Contextos

### Universidade da Califórnia em Irvine
Como um "Primeiro take" do Ano do Urso Branco, realizado na Galeria de Belas Artes da UC-Irvine de 24 de fevereiro a 4 de março de 1992, com apresentações realizadas durante todo o dia 1, 2 e 3 de março com "eventos rituais" às 7h30 nos dias 3 e 4 Antes da apresentação, os artistas foram contatados pelo Departamento de Saúde da UC-Irvine devido ao mal-entendido de que eram antropólogos trazendo "verdadeiros aborígenes" cujos excrementos poderiam ser perigosos. Uma mulher chegou ao ponto de pedir uma luva de borracha para acariciar Gómez-Peña de forma sexual. Aproximadamente 1.000 pessoas assistiram a essas apresentações.

### Praça Colombo, Madri
Selecionados para a Edge Biennial, os artistas levaram sua performance para um contexto muito mais público na Columbus Plaza em maio de 1992. O Edge '92, que teve lugar em Londres e Madrid, foi planeado como uma celebração do quincentenário de Madrid como um centro da cultura europeia. Empresários espanhóis regressaram à infância, assediando os artistas com ruídos de macacos, enquanto crianças em idade escolar comparavam os artistas às figuras de cera Aruaque alojadas no museu do outro lado da rua. Adolescentes também tentaram queimar Gómez-Peña enquanto lhe entregavam uma garrafa de cerveja cheia de urina. Homens doaram dinheiro para ver Fusco dançar, explicando que queriam ver seus seios. Mais da metade dos espectadores acreditaram que a apresentação era uma verdadeira exibição dos ameríndios.

### Covent Garden, Londres
Três dias depois de Madrid, a dupla se apresentou em Covent Gardens. O Covent Gardens tem na sua história o fato de ter sido um local onde pessoas de cor foram exibidas, desde o século 17 e através do século 18. Foi até o local da peça <i id="mwXg">Omai</i>, inspirada em Omai, um nativo do Taiti que personificava a ideia do bom selvagem. Durante a apresentação, um grupo de neonazistas tentou sacudir a gaiola.

### Walker Art Center, Minneapolis
Exibida como parte do show conjunto O Ano do Urso Branco, a performance aconteceu ao ar livre no Sculpture Garden do Walker Art Center em setembro de 1992. 15.000 visitantes assistiram à apresentação e à exposição. Esta é a primeira de duas ocasiões em que a obra foi claramente apresentada num contexto artístico.

### Museu Nacional de História Natural do Smithsonian, Washington DC
Em exibição de 17 a 18 de outubro de 1992, a performance alcançou aproximadamente 120.000 visitantes em um período de dois dias. A performance confundiu muitos visitantes do museu que questionaram a autenticidade e ficaram ainda mais perplexos quando os docentes continuaram a dar continuidade à performance. Um participante alarmado chegou a telefonar para a Humane Society para pedir ajuda para libertar o casal enjaulado.

### Museu Field de História Natural, Chicago
Em dezembro de 1992, os artistas se apresentaram no Museu Australiano de História Natural, com aproximadamente 5.000 visitantes; os funcionários ficaram inquietos depois que os turistas japoneses deixaram o museu profundamente perturbados, temendo que isso resultasse em publicidade negativa para o museu. Uma mulher sentou-se com o seu filho pequeno para pedir desculpas em voz alta aos artistas por terem “tirado [as suas] terras”.
De 16 a 17 de janeiro de 1993, Gómez-Peña e Fusco se apresentaram no Field Museum of Natural History em Chicago, auxiliados pelos "docentes" do Field Museum interpretados por Paula Killen, Claire DeCoster e Pablo Helguera. Seguindo um roteiro escrito pelos artistas, DeCoster e Helguera incentivaram as perguntas e análises do público enquanto os membros do departamento de educação do museu entrevistavam os visitantes. Esta foi uma experiência devastadora para os docentes, pois testemunharam a grande maioria do público ignorar persistentemente as placas de cada lado da gaiola e acreditar que os ameríndios eram reais. Cerca de 5.000 pessoas compareceram, tendo o Field Museum recebido 48 chamadas telefónicas relativas à desinformação que o público acreditava dever ser creditada ao Field Museum.

### Bienal de Whitney, Nova York
O Casal na Gaiola: Dois Ameríndios Não Descobertos Visitam o Oeste encerrou sua turnê como uma seleção da Bienal do Whitney de 1993, uma exposição considerada uma das mais conscientizadoras da história da Bienal. Além das tarefas tradicionais de Guatinaui que Gómez-Peña e Fusco realizavam consistentemente, os artistas ofereceram flashes dos órgãos genitais de Gómez-Peña por doações de cinco dólares cada, e uma dança nativa com música hip hop por cinquenta centavos. Esta foi uma das duas ocasiões em que a obra foi claramente apresentada e contextualizada como obra de arte durante toda a sua digressão. Apesar disso, alguns participantes presumiram que os artistas eram atores atuando em uma obra de um artista.

## Recepção
As críticas a The Couple in the Cage variaram conforme o local da apresentação, embora o que mais tenha alarmado os artistas foi a crença pública substancial de que suas performances eram realidade e o número substancial de críticos que classificaram seu trabalho como antiético devido à sua deturpação do real, em vez de discutirem a crítica cultural e institucional que a performance provocava.
Apesar de um número substancial de intelectuais terem permanecido críticos em relação à desinformação das performances, a estudiosa performática Barbara Kirshenblatt-Gimblett aponta que Gómez-Peña e Fusco não foram os primeiros a ficcionalizar a etnografia, mas que participam de uma história previamente estabelecida.
A performance ganhou mais reconhecimento e críticas por meio de sua participação na Bienal de Whitney de 1993; apesar de refletir os tempos políticos, a crítica de arte Roberta Smith menosprezou que a exposição perdeu de vista a arte enquanto uma experiência visual em suas motivações para promover uma causa.

Em nítido contraste com a resposta ocidental, pessoas de cor responderam ou com desagrado devido à inautenticidade da performance, desconforto ao se identificarem com a experiência encenada ou solidariedade com seu simbolismo: 
"Um ancião Pueblo do Arizona que nos viu no Smithsonian chegou a dizer que nossa exposição era mais "real" do que qualquer outra declaração sobre a condição dos povos nativos no Museu."
-Coco Fusco, A Outra História da Performance Intercultural